# Anders Vilhelm Lundstedt

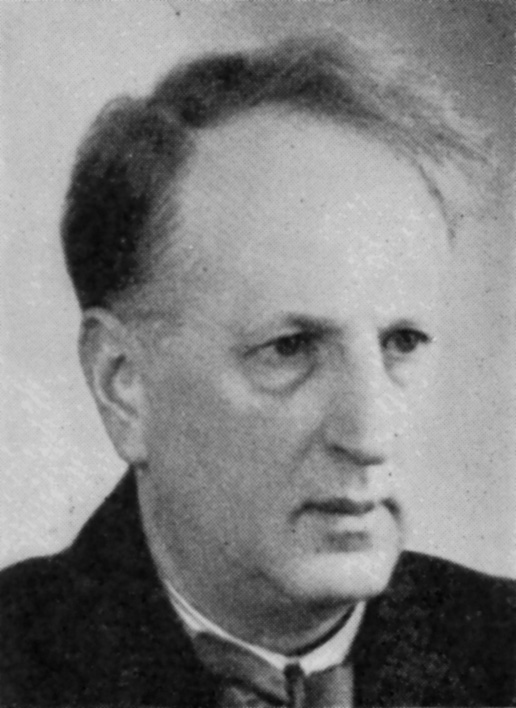
Anders Vilhelm Lundstedt

Anders Vilhelm Lundstedt (* 11. September 1882; † 20. August 1955) war ein schwedischer Rechtsphilosoph.
Lundstedt studierte Rechtswissenschaften an der Universität Lund und unterrichtete an der Universität Uppsala. Er ist vor allem bekannt geworden als Darsteller des skandinavischen Rechtsrealismus, wobei er stark von Axel Hägerström beeinflusst wurde. Wie Hägerström und Alf Ross widersetzte er sich der Auseinandersetzung mit dem Recht als einer metaphysischen Entität.

## Werke
- Den historiska rättspositivismen: med särskild hänsyn till Bergbohms lära. Uppsala 1929
- Die Unwissenschaftlichkeit der Rechtswissenschaft. Berlin 1932–1936
- Legal Thinking Revised. My Views on Law. Stockholm 1956